# Capot
El capot és l'equivalent militar de l'abric civil, amb què comparteix la majoria de característiques. Generalment és llarg (arriba més avall dels genolls); pot ser recte o creuat; pot dur coll dret o, modernament, coll girat, o bé grans solapes; les mànigues poden ésser de puny simple o bé dur gires més o menys pronunciades; pot incloure butxaques, i també muscleres per a suport de les cingles; de roba gruixuda per definició, a més a més pot anar folrat.
El català capot equival a l'espanyol capote; al francès capote i manteau; a l'italià cappotto; al portuguès capote; al romanès mantă; a l'anglès greatcoat; a l'alemany Mantel; al rus шинель (xinel); etc., etc.

## Història
El capot de tipus modern és creació de l'exèrcit rus, que ja en feia servir a finals del segle xviii. D'ací fou imitat per Àustria i Prússia, i també per França, que l'adoptà el 1805. Fou, en bona part, l'influx francès que popularitzà el capot entre molts altres exèrcits europeus com a peça d'abrigar per a hivern. Des de llavors ha evolucionat poc, tipològicament: disseny del coll; tipus de punys; presència o absència de xarreteres; presència o absència de vius de color...
A mitjan segle xix el capot ja formava part habitual de l'uniforme de campanya de força exèrcits, amb tot de peculiaritats d'ús. En alguns, com el rus, el prussià i l'austríac, només s'usava a l'hivern; però els soldats russos el duien sempre a sobre, entre l'equipament, en previsió de canvis sobtats de temperatura; en el darrer quart del segle xix el duien plegat i travessat sobre el pit, en bandolera. A la resta d'Europa, la manera d'usar el capot es veié mediatitzada per certs usos francesos.
En efecte, a l'Europa Occidental l'exèrcit francès fou el més fidel al capot, fins al punt de convertir-lo en la peça superior de l'uniforme de campanya, preferentment a la guerrera, la qual es reservava per a caserna i passeig. També era característic de l'exèrcit francès de dur recollits els llargs faldons del capot, de cara a facilitar la marxa. Les peculiaritats franceses quant a l'ús del capot no acabaven ací: el 1855 una ordre de Napoleó III confirmava per escrit el que ja era tradicional: el capot es duria en campanya per a tota estació, fins i tot a l'estiu; sempre amb els faldons recollits, fins i tot a l'hivern; i sempre directament sobre la camisa, sense guerrera, per més glaçor que fes. Aquests principis restaren vigents fins a la Segona Guerra Mundial (inclosa). En la pràctica, naturalment, això no era respectat sempre al front: durant la Primera Guerra Mundial, per exemple, molts soldats es col·locaven la guerrera sota el capot a l'hivern, i usaven només guerrera a l'estiu, tot desestimant el capot.

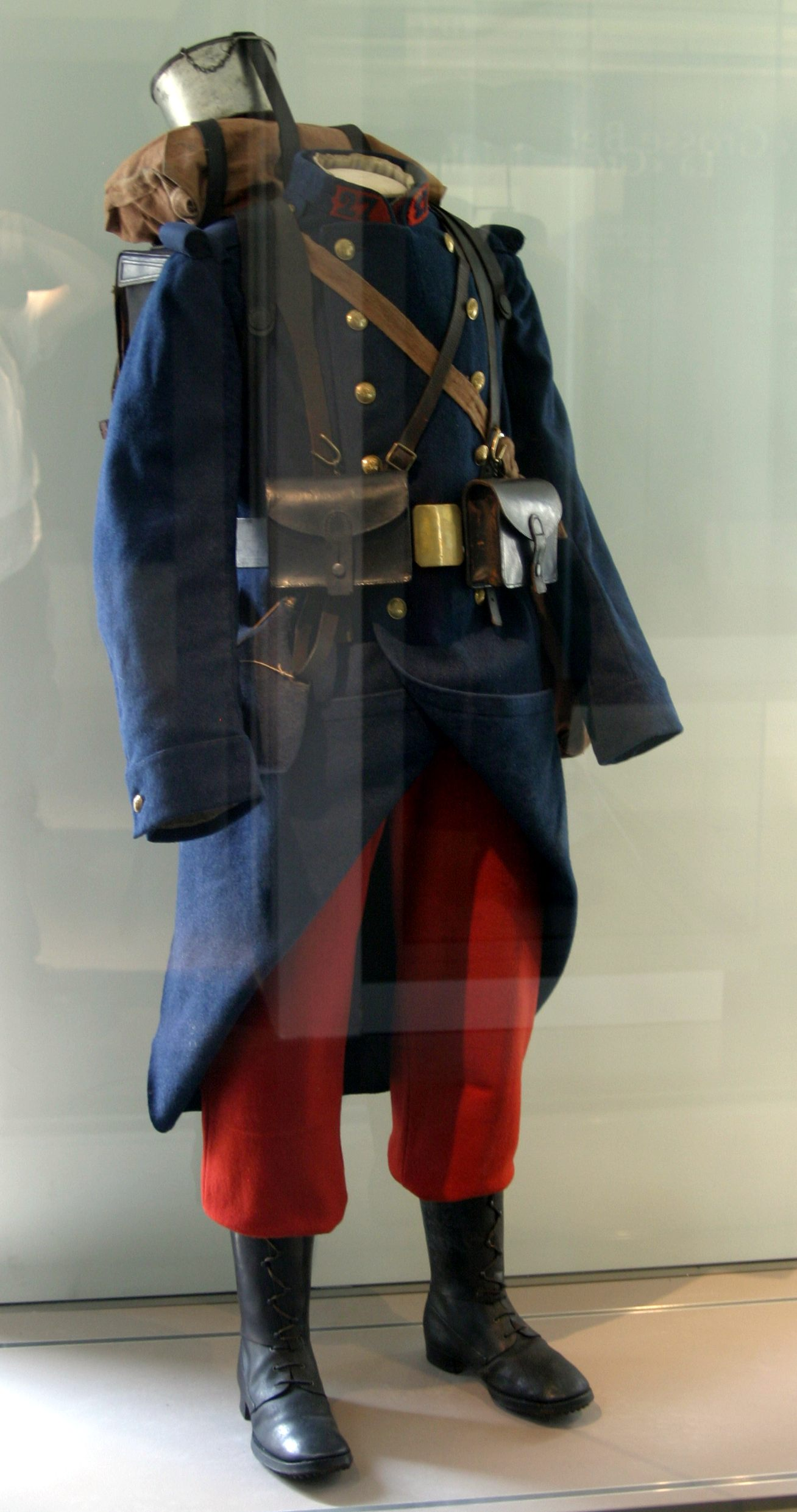
Uniforme francès de 1914, el capot amb els faldons recollits

Molts exèrcits imitaren part dels usos francesos quant al capot: alguns (com l'austríac, el belga i el napolità, i com l'espanyol en el darrer quart del segle xix), el costum de dur els faldons recollits; d'altres (com el belga i, en certs períodes, l'italià i l'espanyol). el principi de dur sempre el capot en campanya, independentment de l'estació de l'any, si bé generalment amb el bon sentit de posar-se'l sobre la guerrera a l'hivern, i directament sobre la camisa a l'estiu.
En la segona meitat del segle XX la majoria d'exèrcits substituïren el capot per una nova peça més funcional, versàtil i barata: la parca, duta sobre la jaqueta de campanya d'entretemps. N'hi ha que el conserven com a peça d'abrigar per a passeig i gala hivernals.

## Variants tres quarts
Hi hagué una versió escurçada del capot, menys habitual, coneguda com a capot tres quarts: peça creuada i amb grans solapes, remata a l'altura dels genolls o més amunt. El model més famós és el Mackinaw (Mackinaw coat) estatunidenc, molt usat durant ambdues guerres mundials.
Es coneix com a canadenca un capot tres quarts folrat del pell (natural o sintètica). Les grans solapes folrades de pell en són l'element més característic. Durant la primera meitat del segle XX fou peça d'abrigar típica de l'oficialitat de països d'hiverns frígids, com l'URSS i el Canadà (d'on el nom). En el mateix període la imitaren altres oficialitats (per exemple, la canadenca fou molt popular entre l'oficialitat del bàndol feixista durant la Guerra Civil Espanyola). La imitació civil de la canadenca militar, l'abric també anomenat canadenca (i, a voltes, samarra) ha estat molt de moda en determinats períodes (per exemple, a cavall dels anys setanta i vuitanta).

## Gambeto
El gambeto, usat antigament a Catalunya, era un abric llarg fins a mitja cama, sense valona i amb mànigues reals o simulades, que duien els homes a l'hivern els dies de festa i que encara és usat en certs balls i en certes cerimònies oficials arcaiques; es va adoptar per complementar la vestimenta d'algunes tropes lleugeres.
Per exemple, el Ball del Gambeto, que és una dansa que encara se celebra a Riudaura (a la Garrotxa); la ballen els homes amb el copalta en la mà i el gambeto posat, i les dones amb caputxa blanca i vestit de seda. Es balla per la festa del Roser; la tonada era semblant al ball dels pabordes de Sant Joan de les Abadesses; la primera part tenia un caràcter cortesà. Una altra, és el Ball del ciri, propi de la plana de Vic, les Guilleries i el Moianès, i ha perdurat, sobretot, a Castellterçol; els balladors porten gambeto i un barret de copa.
L'etimologia és incerta i el terme podria relacionar-se amb el francès gamache o amb el nom antic capmall, i potser també amb cambuix; el radical podria ésser d'origen cèltic.